# Ефремов, Никита Михайлович
Ники́та Миха́йлович Ефре́мов (род. 30 мая 1988, Москва) — российский актёр театра, кино, озвучивания и дубляжа.
Сын заслуженного артиста Российской Федерации Михаила Ефремова; внук народного артиста СССР Олега Ефремова (1927—2000).

## Биография
Родился 30 мая 1988 года в Москве. Отец — Михаил Олегович Ефремов, актёр театра и кино; заслуженный артист Российской Федерации. Мать — Ася Воробьёва, филолог.
Учился в физико-математической школе № 52 г. Москвы и не предполагал, что в будущем свяжет свою жизнь с актёрской профессией, хотя всегда участвовал в школьной художественной самодеятельности. С детских лет занимался спортом — играл в футбол и баскетбол. В 11-м классе понял, что математика ему не интересна, начал серьёзно заниматься музыкой, возникла идея попробовать поступить в творческий вуз. Окончил музыкальную школу по классу скрипки и дополнительно по классу вокала, играл на фортепиано.
В 2005 году поступил в Школу-студию МХАТ, где учился на курсе Константина Райкина. В годы учёбы он проявил себя на студенческой сцене и стал Лауреатом театральной премии «Золотой лист — 2009» в номинации «Лучшая мужская роль» за роль Чацкого в дипломном спектакле «Горе от ума» (по пьесе А. С. Грибоедова) режиссёра Виктора Рыжакова. Все роли в спектакле исполняли выпускники актёрского курса Константина Райкина.
В 2009 году Никиту Ефремова, 21-летнего выпускника Школы-студии МХАТ, пригласили сразу в несколько ведущих московских театров. Из всех предложений Никита выбрал театр «Современник». Его дебютом стала роль Готфрида Ленца в спектакле «Три товарища» (по одноимённому роману Э. М. Ремарка). Актёр был введён в спектакль 1 октября 2009 года, в день двойного юбилея спектакля (ровно 10 лет назад состоялась премьера, и в этот день актёры играли спектакль в трёхсотый раз).
В 2019 году исполнил роль Дена в мюзикле «Москва! Я люблю тебя!» режиссёра Алексея Франдетти, приуроченного пятилетию проекта «Активный гражданин».
31 марта 2023 года на стриминговом-сервисе Apple TV+ состоялась премьера фильма «Тетрис», в котором Ефремов исполнил роль Алексея Пажитнова, создателя игры.

## Семья
- Отец — Михаил Ефремов (род. 10 ноября 1963), заслуженный артист Российской Федерации.
  - Дед — Олег Николаевич Ефремов (1 октября 1927 — 24 мая 2000), народный артист СССР.
  - Бабушка — Алла Борисовна Покровская (18 сентября 1937 — 25 июня 2019), народная артистка РСФСР, педагог Школы-студии МХАТ, профессор.
  - Единокровные братья и сёстры — Николай (родился в 1991), Анна Мария[12], Вера, Надежда и Борис Ефремовы.
  - Двоюродная сестра — Ольга Ефремова (род. 7 августа 1987), актриса.
- Мать — Ася Воробьёва (урождённая Асия Робертовна Бикмухаметова, родилась 25 мая 1961), филолог, редактор. Выпускница филологического факультета МГУ. Занимала должность литературного редактора в театре «Современник»[2][13].
  - Дед — Роберт Гатович Бикмухаметов (5 ноября 1928 — 28 августа 1995), советский и российский историк литературы, критик, очеркист и переводчик. Доктор филологических наук. Член Союза писателей СССР[3][14][15]. Профессор кафедры истории советской литературы (русской литературы XX века) филологического факультета МГУ, специалист по литературе народов России (преимущественно Поволжья).
  - Бабушка — Флора Глебовна Воробьёва, экономист.
- Был женат на Яне Гладких (род. 28 февраля 1991), актрисе МХТ имени А. П. Чехова. Свадьба Никиты и Яны прошла в Грузии в августе 2014 года[16]. В 2015 году пара рассталась[17].

## Творчество

### Роли в театре

#### Учебный театр Школы-студии МХАТ
- 2008 — «Будущие лётчики» (класс-концерт; постановка К. Райкина, С. В. Шенталинского, Е. А. Германовой). Отрывки-фантазии — «День сурка», «Парфюм» и «Алла Пугачёва».
- 2008 — «Молчание — золото» (по пьесе П. Кальдерона; постановка В. Петрова) — Дон Хуан.
- 2009 — «Поём и танцуем» (класс-концерт; постановка М. В. Смирновой и Р. Р. Мамина).

#### Театральный центр «На Страстном»
- 2007 — «Стравинский. Игры.» (совместная постановка Школы-студии МХАТ и Театрального центра «На Страстном»; хореографический спектакль на музыку И. Стравинского, постановка Аллы Сигаловой). Премьера состоялась в Центре Михаила Барышникова, Нью-Йорк.
- 2009 — «Горе от ума» (совместная постановка Школы-студии МХАТ и Театрального центра «На Страстном» по пьесе «Горе от ума» А. С. Грибоедова; постановка Виктора Рыжакова) — Чацкий.

#### Московский театр «Современник»
- 2009 — «Три товарища» (по роману «Три товарища» Э. М. Ремарка; постановка Галины Волчек) — Готфрид Ленц.
- 2010 — «Хорошенькая» (по одноимённой пьесе Сергея Найдёнова; постановка Екатерины Половцевой) — господин Кольб[18][19][20].
- 2011 — «Серёжа» (по мотивам рассказов «Учитель словесности» и «Страх» А. П. Чехова; постановка Кирилла Вытопотова) — Сергей Васильевич Никитин, учитель словесности (главная роль)[21][22][23][24][25].
- 2011 — «Горбунов и Горчаков» (по поэме «Горбунов и Горчаков» Иосифа Бродского; постановка Евгения Каменьковича) — Горбунов[26][27].
- 2016 — «Декамерон». Спектакль идёт на сцене «Дворца на Яузе» (новеллы Джованни Боккаччо, постановка — Кирилл Вытоптов) — Бельтрамо, юноша.
- 2020 — «Собрание сочинений» (автор Евгений Гришковец, режиссёр Виктор Рыжаков) — Николай Филатов

### Фильмография
| Год       |     | Название                                        | Роль                                                         |
| --------- | --- | ----------------------------------------------- | ------------------------------------------------------------ |
| 2004—2008 | с   | Моя прекрасная няня                             | Стас                                                         |
| 2006      | ф   | Ненасытные                                      | Тёма                                                         |
| 2006      | с   | Охотник (фильм третий «Убийство депутата»)      | тинэйджер                                                    |
| 2006      | с   | Самая красивая                                  | Илья                                                         |
| 2006      | с   | Угон (двенадцатая серия «Скрипач и цветочница») | Павел Грушин / Паганини                                      |
| 2008      | ф   | Пассажирка                                      | Д. Воронцов, мичман                                          |
| 2011      | мтф | Баллада о бомбере                               | капитан Андрей Константинович Гривцов, командир экипажа Ту-2 |
| 2011—2016 | с   | Восьмидесятые (первый, второй и пятый сезоны)   | Галдин, студент, рок-музыкант                                |
| 2012      | ф   | Zолушка                                         | Паша                                                         |
| 2012      | ф   | Забава                                          | Кот                                                          |
| 2012      | ф   | Любовь с акцентом (новелла «Сочи — Батуми»)     | Андрей                                                       |
| 2012      | ф   | Мой парень — ангел                              | Валера, парень Александры                                    |
| 2012      | ф   | Серёжа (фильм-спектакль)                        | Сергей Васильевич Никитин, учитель словесности               |
| 2013      | с   | Всё началось в Харбине                          | Георгий Деснин                                               |
| 2013      | с   | Оттепель                                        | Олег Ефремов                                                 |
| 2013      | док | Протоколы войны                                 | рассказчик                                                   |
| 2013      | ф   | Репетиции                                       | Игорь Градский                                               |
| 2013      | ф   | Тётушки                                         | Игорь, жених Маши                                            |
| 2014      | с   | Григорий Р.                                     | великий князь Дмитрий Павлович                               |
| 2014      | ф   | Зимы не будет                                   | Сергей                                                       |
| 2014      | ф   | Иерей-Сан. Исповедь самурая                     | отец Дормидонт                                               |
| 2014      | с   | Куприн (фильм 3 «Поединок»)                     | Георгий Алексеевич Ромашов, подпоручик                       |
| 2015      | с   | Лондонград. Знай наших!                         | Михаил Куликов                                               |
| 2015      | с   | Тихий Дон                                       | Дмитрий Коршунов                                             |
| 2017      | с   | Отличница                                       | Олег Шведов, капитан                                         |
| 2017      | с   | Победители                                      | Виктор Ильич Роскевич, присяжный поверенный                  |
| 2017      | с   | Снайпер. Офицер СМЕРШ                           | Егоров                                                       |
| 2018      | ф   | ВМаяковский                                     | Яков Агранов                                                 |
| 2018      | ф   | Дядя Саша                                       | Илья                                                         |
| 2018      | ф   | Лето                                            | Боб                                                          |
| 2018      | ф   | На край света                                   | Иван                                                         |
| 2020      | с   | Хороший человек                                 | Иван Крутихин, следователь, капитан юстиции                  |
| 2021      | ф   | Ёлки 8                                          | Пётр                                                         |
| 2021      | ф   | Общага                                          | Ваня Симаков, студент                                        |
| 2021      | с   | Полёт                                           | Дмитрий Юрьевич Бессонов, замнач юротдела                    |
| 2022      | с   | Нулевой пациент                                 | Дмитрий Гончаров                                             |
| 2022      | с   | Оффлайн                                         | Александр Белов (Раст), айтишник                             |
| 2022      | ф   | Сёстры                                          | Андрей                                                       |
| 2023      | с   | Библиотекарь                                    | Алексей Вязинцев                                             |
| 2023      | с   | Госпожа                                         | Лосев                                                        |
| 2023      | ф   | Здоровый человек                                | Егор Тихонов, спортивный комментатор                         |
| 2023      | с   | Крутая перемена                                 | Андрей Ларионов                                              |
| 2023      | с   | Оффлайн 2: Уязвимость обнаружена                | Александр Белов (Раст)                                       |
| 2023      | с   | Содержанки 4                                    | Аркадий Булавкин                                             |
| 2023      | ф   | Тетрис                                          | Алексей Пажитнов                                             |
| 2024      | ф   | Вы меня видели?                                 | Андрей Антонов                                               |
| 2024      | с   | Морозко                                         | Тарас                                                        |
| 2024      | с   | Первый класс                                    | Денис                                                        |
| 2024      | ф   | Альпийская баллада                              | Иван                                                         |
| 2024      | ф   | Реплика                                         | Антон                                                        |
| 2025      | ф   | Дорогая, я больше не перезвоню                  | Даня                                                         |
| 2025      | ф   | Мальвина (отменён)                              | Стас                                                         |
| 2025      | с   | Между нами химия                                | Боря / Коля (братья-близнецы)                                |
| 2025      | ф   | Соловей против Муромца (в производстве)         | Соловей-Разбойник                                            |
| 2025      | с   | Хроники русской революции (в производстве)      | император Николай II                                         |
| 202?      | ф   | Она тебя любит (в производстве)                 | Фёдор                                                        |

### Озвучивание мультфильмов
| Год  |    | Название                    | Роль         |
| ---- | -- | --------------------------- | ------------ |
| 2011 | мф | Иван Царевич и Серый Волк   | Иван Царевич |
| 2013 | мф | Иван Царевич и Серый Волк 2 | Иван Царевич |
| 2015 | мф | Иван Царевич и Серый Волк 3 | Иван Царевич |
| 2019 | мф | Иван Царевич и Серый Волк 4 | Иван Царевич |
| 2022 | мф | Иван Царевич и Серый Волк 5 | Иван Царевич |
| 2024 | мф | Иван Царевич и Серый Волк 6 | Иван Царевич |

### Дубляж
| Год  |     | Название          | Роль                                           |
| ---- | --- | ----------------- | ---------------------------------------------- |
| 2013 | ф   | Опасная иллюзия   | Чарли Кантримен (Шайа ЛаБаф)                   |
| 2020 | док | Мир безмятежности | голос за кадром в серии «Вода, дарующая жизнь» |

### Радиоспектакли
- 2017 — моноспектакль «Раскольников» по роману Ф. М. Достоевского «Преступление и наказание» (автор сценария Ольга Хмелёва, режиссёр-постановщик Максим Осипов, звукооператор Наталья Замиралова). Выходил с 30 января по 17 февраля на «Радио Культура»[33].

## Награды
- 2009 — лауреат ежегодной российской театральной премии «Золотой лист — 2009» в номинации «Лучшая мужская роль» — за роль Чацкого в спектакле «Горе от ума» (по пьесе А. С. Грибоедова, постановка режиссёра Виктора Рыжакова, Школа-студия МХАТ, Театральный центр «На Страстном» СТД РФ)[4];
- 2023 — премия «Золотой орёл» в категории «Лучший актёр онлайн-сериала» (сериал «Нулевой пациент»)[34];
- 2024 — лучший актёр в сериале «Библиотекарь» на V национальной премии в области веб-контента.[35]

## Интервью
- Никита Ефремов в гостях у программы «На ночь глядя» (видео — телеэфир программы от 13 марта 2014 года). «Первый канал» // 1tv.ru
- Никита Ефремов: «Самоедство — очень хорошая диета» (интервью). Архивная копия от 5 июня 2014 на Wayback Machine Журнал «ОК» // ok-magazine.ru (22 января 2014 года, выпуск № 04 (372) 2014)
- Никита Ефремов в гостях у программы «Вечерний Ургант» (ВИДЕО — эфир 23 декабря 2013 года). «Первый канал» // 1tv.ru
- Интервью Никиты Ефремова (АУДИО — эфир 8 декабря 2013 года). Радио «Эхо Москвы» // echo.msk.ru
- Интервью Никиты Ефремова (Культура. Выпуск № 145 от 26 декабря 2011 года). «Новая газета» // novayagazeta.ru (25 декабря 2011 года)
- Светлана Усанкова. Никита Ефремов: "Известной фамилией уже никого не «„подкупишь“». // nashfilm.ru
- Елена Груева, Светлана Полякова. Звёздные дети звёзд. Райкина, Погребничко, Лазарева и Никита Ефремов не позорят своих родителей и дедов. // timeout.ru (22 марта 2010 года)
- Никита Ефремов. Вечерний Ургант. 29.12.2015 г.